# تانكريدو نيفيس
كان تانكريدو دي ألميدا نيفيس (بالبرتغالية: Tancredo de Almeida Neves‏) (4 مارس 1910 – 21 أبريل 1985) سياسيًا ومحاميًا ورائد أعمالٍ برازيلي شغل منصب وزير العدل والشؤون الداخلية في البرازيل في الفترة الممتدة بين عامي 1953 و 1954، وشغل منصب رئيس وزراء البلاد من عام 1962 حتى عام 1962، ومنصب حاكم ولاية ميناس جرايس البرازيلية بين عامي 1983 و 1984، وانتخب رئيسًا للبرازيل في عام 1985، إلّا أنه توفي قبل تولي منصبه.
بدأ نيفيس حياته السياسية بصفته عضوًا في الحزب التقدمي البرازيلي، وشغل منصب عضوٍ في مجلس مدينة ساو جواو ديل ري بين عامي 1935 و 1937. حصل على غالبية الأصوات في انتخابات الهيئة التشريعية في البلدية ما خوله لشغل منصب رئيس الهيئة. انتُخب في عام 1947 ممثلًا للدولة وبقي في هذا المنصب حتى عام 1950. شغل نيفيس، بين عامي 1951 و 1953 منصب عضوٍ في الكونغرس البرازيلي عن الحزب الديموقراطي الاجتماعي وشغل منصب وزير العدل والداخلية البرازيلي من شهر يونيو في عام 1953 حتى انتحار الرئيس جيتوليو فارغاس في 24 أغسطس من العام التالي. 
انتُخب نيفيس في عام 1954 عضوًا في الكونغرس وخدم فيه عامًا واحدًا فقط. عمل، بين عامي 1956 و 1958 مديرًا لبنك كريديتو ريال دي ميناس يرايس، ورئيسًا لقسم العروض في بانكو دو برازيل بين عامي 1956 و 1958. من عام 1958 إلى 1960، ترأس نيفيس قسم إدارة الشؤون المالية في ولاية ميناس جرايس. ترشح نيفيس لمنصب رئيس وزراء البرازيل بعد استقالة الرئيس جانيو كوادروس وبِدء العمل بالنظام البرلماني في عام 1961، وأعيد انتخابه عضوًا في الكونغرس في عام 1963.
كان نيفيس زعيمًا للحركة الديموقراطية البرازيلية، حزب سياسي أنشئ في 27 أكتوبر من عام 1965 من خلال القانون التنظيمي رقم اثنين (AI-2) الذي ألغى جميع الأحزاب والمؤسسات القائمة على مبدأ الثنائية الحزبية. أُعيد انتخاب نيفيس، بين عامي 1963 و 1979، عدة مرات لعضوية الكونغريس البرازيلي، وأصبح، بعد إعادة تأسيس النظام متعدد الأحزاب، عضوًا في مجلس الشيوخ البرازيلي عن الحركة الديموقراطية البرازيلية في عام 1978، وأسس الحزب الشعبي البرازيلي الذي خدم فيه حتى عام 1982. انضم نيفيس في العام التالي لحزب الحركة الديموقراطية البرازيلية، وانُتخب، في عام 1983، حاكمًا لولاية ميناس جرايس، وبقي في هذا المنصب عامًا واحدًا فقط. خلال هذه الفترة، شهدت البلاد حالة من الاضطراب السياسي لصالح الحركة المعروفة باسم ديريتاس جا، حركة مدنية موجهة للشباب أعلنت نيتها خوض الانتخابات الرئاسية للبلاد. لكن، ومع فشل «تعديل دانتي دي أوليفيرا»، فرضت انتخابات رئاسية مباشرة في عام 1984، واختير نيفييس لتمثيل التحالف الديموقراطي الذي كان يمثل تحالفًا لأحزاب المعارضة.
في عام 1984، ترشح نيفيس لرئاسة البلاد بمساعدة يوليسيس كيمارايس، وانتُخب، في 15 يناير من عام 1985 رئيسًا للبرازيل من خلال التصويت غير المباشر للهيئة الانتخابية. أُصيب نيفيس عشية تنصيبه، 14 مارس من عام 1985، بمرض التهاب الرد الخطير، وتوفي بعد 29 يومًا من الإصابة، دون أن يتسلم منصب رئيس البلاد. خلال فترة مرضه، تقلد نيفيس، في 27 مارس، وسام الصليب الأكبر للولاء والكفاءة. 
مع أنه توفي قبل توليه منصب رئيس البرازيل، وُضع اسمه في معرض الرؤساء البرازيليين وفقاً للقانون رقم 7.4653 الذي اعتُمد في البلاد في الذكرى الأولى لوفاته. كان نيفيس آخر رئيسٍ برازيلي من ولاية ميناس جيراس يُنتخب في القرن العشرين (قبل ديلما روسيف التي انتُخبت رئيسةً للبلاد في عام 2010). 

## روابط خارجية
- تانكريدو نيفيس على موقع الموسوعة البريطانية (الإنجليزية)
- تانكريدو نيفيس على موقع مونزينجر (الألمانية)